# NGC 1794
NGC 1794 je galaksija u zviježđu Zecu.

## Vanjske poveznice
- SEDS: NGC 1794